# 曽野明
曽野 明（その あきら、1914年10月19日 - 1995年9月22日）は、日本の外交官、外交評論家。位階は正三位。

## 人物
兵庫県芦屋市出身。1937年東京帝国大学法学部政治学科中退。同年外務省に入り、調査局第二課長、情報文化局第一課長、ソ連課長、在ドイツ大使館参事官、在シカゴ、在ベルリン総領事を歴任し、1961年情報文化局長、1966年駐ユーゴスラビア大使、1969年駐パキスタン大使を経て、1972年駐西ドイツ大使に就任。1975年退官し、評論家となる。1995年叙正三位。